# (474068) 2016 JC16
(474068) 2016 JC16 es un asteroide perteneciente al cinturón de asteroides, descubierto el 23 de julio de 2009 por el equipo del Siding Spring Survey desde el Observatorio de Siding Spring, Nueva Gales del Sur, Australia.

## Designación y nombre
Designado provisionalmente como 2016 JC16.

## Características orbitales
2016 JC16 está situado a una distancia media del Sol de 2,411 ua, pudiendo alejarse hasta 2,885 ua y acercarse hasta 1,936 ua. Su excentricidad es 0,196 y la inclinación orbital 2,502 grados. Emplea 1367 días en completar una órbita alrededor del Sol.

## Características físicas
La magnitud absoluta de 2016 JC16 es 17,783.